# Eleição legislativa da França em 1962
As eleições legislativas da França foram realizadas a 18 de Novembro e 25 de Novembro de 1962 e, serviram para eleger os 476 deputados para a Assembleia Nacional da França.
Estas foram as primeiras eleições realizadas após o reconhecimento da independência da Argélia e, também, as primeiras após o referendo que aprovou a eleição directa do Presidente da França.
Os resultados deram uma vitória confortável aos partidos de centro-direita e direita, com especial destaque, para os gaullistas da União para a Nova República, que se tornaram o partido mais votado da França, ultrapassando os comunistas, com 31,9% na 1ª volta e 40,4% na 2ª volta.
À esquerda, pela primeira vez desde 1947, o Partido Comunista Francês, o SFIO e o Partido Radical assinaram pactos eleitorais, de forma a travar o domínio gaullista, algo que não foi conseguido, mas vinha a pôr fim ao confronto e divisões na esquerda francesa.
Esta divisão efetiva de partidos conforme direita e esquerda, marcava, de facto, o início da polaridade entre os diferentes espectros na França.
Após as eleições, Georges Pompidou tornava-se primeiro-ministro.

## Resultados oficiais
| Partido                                    | Partido                                        | Partido                     | 1ª Volta       | 1ª Volta        | 1ª Volta  | 2ª Volta       | 2ª Volta        | 2ª Volta  | Lugares   | Lugares |
| Partido                                    | Partido                                        | Partido                     | Votos          | %               | +/-       | Votos          | %               | +/-       | Total     | %       |
| ------------------------------------------ | ---------------------------------------------- | --------------------------- | -------------- | --------------- | --------- | -------------- | --------------- | --------- | --------- | ------- |
|                                            |                                                | União para a Nova República | 5 855 744      | 31,94 / 100,00  | 14,34     | 6 169 890      | 40,36 / 100,00  | 12,16     | 233 / 476 | 44      |
|                                            | Movimento Republicano Popular                  | 1 665 695                   | 9,08 / 100,00  | 0,02            | 821 635   | 5,45 / 100,00  | 1,95            | 36 / 476  | 21        |         |
|                                            | Centro Nacional dos Independentes e Camponeses | 1 404 177                   | 7,66 / 100,00  | 6,04            | -         | -              | -               | 28 / 476  | 104       |         |
|                                            | Republicanos Independentes                     | 1 089 348                   | 5,94 / 100,00  | Novo            | 1 444 666 | 9,46 / 100,00  | Novo            | 22 / 476  | Novo      |         |
| Maioria Presidencial (Direita parlamentar) | Maioria Presidencial (Direita parlamentar)     | 10 014 964                  | 54,62 / 100,00 | 2,32            | 8 436 191 | 55,27 / 100,00 | 3,03            | 324 / 476 | 135       |         |
|                                            |                                                | Partido Comunista Francês   | 4 003 553      | 21,84 / 100,00  | 2,94      | 3 195 763      | 20,94 / 100,00  | 0,34      | 41 / 476  | 31      |
|                                            | Secção Francesa da Internacional Operária      | 2 298 729                   | 12,54 / 100,00 | 2,96            | 2 264 011 | 14,83 / 100,00 | 1,03            | 65 / 476  | 25        |         |
|                                            | Partido Radical                                | 1 429 649                   | 7,79 / 100,00  | 0,51            | 1 172 711 | 7,68 / 100,00  | 2,08            | 44 / 476  | 9         |         |
|                                            | Partido Socialista Unificado                   | 427 467                     | 2,33 / 100,00  | Novo            | 138 131   | 0,90 / 100,00  | Novo            | 2 / 476   | Novo      |         |
| Oposição (Esquerda parlamentar)            | Oposição (Esquerda parlamentar)                | 8 159 398                   | 44,50 / 100,00 | 0,10            | 6 770 616 | 44,34 / 100,00 | 3,64            | 152 / 476 | 65        |         |
|                                            | Extrema-direita                                | Extrema-direita             | 159 429        | 0,87 / 100,00   | 2,43      | 52 245         | 0,34 / 100,00   | 0,56      | 0 / 476   | Estável |
| Votos Inválidos                            | Votos Inválidos                                | Votos Inválidos             | 584 363        | 3,09 / 100,00   | 0,55      | 668 816        | 4,21 / 100,00   | 1,86      |           |         |
| Total                                      | Total                                          | Total                       | 18 918 154     | 100,00 / 100,00 |           | 15 876 917     | 100,00 / 100,00 |           | 476 / 476 | 70      |
| Eleitorado/Participação                    | Eleitorado/Participação                        | Eleitorado/Participação     | 27 540 358     | 68,69 / 100,00  | 8,49      | 22 049 268     | 72,01 / 100,00  | 4,31      |           |         |